# کلاینت

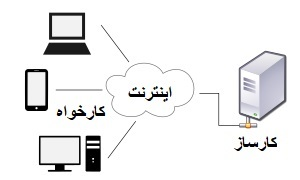
مثالی از نمودار شبکه رایانه‌ای: رایانه‌های کارخواه با رایانه کارساز از طریق اینترنت ارتباط دارند.

کارخواه یا کلاینت (به انگلیسی: client) در مدل کارخواه–سرور در شبکه‌های رایانه‌ای، به رایانه‌ای گفته می‌شود که اطلاعات را از رایانه‌ای دیگر به نام سرور دریافت می‌کند. سرور اغلب (ولی نه همیشه) بر روی یک سامانهٔ رایانه‌ای دیگر قرار دارد و کارخواه از طریق شبکه به آن دسترسی پیدا می‌کند.
بنابراین کارخواه یک نرم‌افزار کاربردی یا سامانه است که از طریق یک شبکه به خدمات یک سامانهٔ رایانه‌ای دیگر به نام سرور یا کارساز دسترسی دارد.
این عبارت نخستین بار برای افزاره‌هایی که قابلیت اجرای برنامه‌های مستقل خودشان را نداشتند اما می‌توانستند با رایانه‌های دور از طریق شبکه برهم‌کنش داشته باشند، به کار رفت. مدل کارخواه-کارساز امروزه نیز در اینترنت به کار می‌رود. مرورگرهای وب، کارخواه‌هایی هستند که به کارسازهای وب وصل می‌شوند و صفحات وب را برای نمایش بازیابی می‌کنند.

نمودار شبکه رایانه‌ای که در آن رایانه‌های کارخواه با یک رایانهٔ سرور از طریق اینترنت در ارتباط هستند

کارخواه می‌تواند برنامه‌ای باشد که بخشی از کارکرد آن، ارسال درخواست به برنامه‌ای دیگر یا به سخت‌افزار/نرم‌افزاری است که خدماتی را از سوی سرور ارائه می‌دهد (و ممکن است روی همان رایانه یا رایانه‌ای دیگر قرار داشته باشد). برای نمونه، مرورگر وب یک کارخواه است که به سرور وب متصل می‌شود و صفحهٔ وب را دریافت می‌کند. کارخواه‌های ایمیل پیام‌ها را از سرور ایمیل دریافت می‌کنند. در گفت‌وگوی آنلاین، از انواع مختلفی از کارخواه‌ها استفاده می‌شود که وابسته به پروتکل آن گفتگو است. بازی ویدئویی چندنفره یا بازی ویدئویی برخط نیز ممکن است به‌صورت کارخواه روی هر رایانه اجرا شوند. واژهٔ «کارخواه» همچنین می‌تواند به رایانه‌ها یا دستگاه‌هایی اطلاق شود که نرم‌افزار کارخواه را اجرا می‌کنند، یا کاربرانی که از آن استفاده می‌کنند.
کارخواه بخشی از مدل کارخواه–سرور است، مدلی که امروزه همچنان استفاده می‌شود. کارخواه‌ها و سرورها می‌توانند روی یک ماشین مشترک اجرا شوند و با استفاده از روش‌های ارتباط میان‌فرایندی با یک‌دیگر ارتباط برقرار کنند. با ترکیب این روش‌ها با سوکت اینترنتی، برنامه‌ها می‌توانند از طریق مجموعه پروتکل اینترنت به خدماتی روی یک سامانهٔ دوردست متصل شوند. سرورها منتظر اتصال کارخواه‌ها می‌مانند و درخواست آن‌ها را می‌پذیرند.
واژهٔ «کارخواه» نخست برای دستگاه‌هایی به کار رفت که نمی‌توانستند برنامه‌های مستقل اجرا کنند، اما می‌توانستند از طریق شبکه با رایانه‌های دوردست تعامل داشته باشند. این پایانه‌ها کارخواه‌هایی برای رایانه‌های بزرگ در مدل هم‌زمان‌سازی بودند.